# Vactor Tousey Chambers
Vactor Tousey Chambers, född den 6 augusti 1830 i Burlington, Kentucky, död den 7 augusti 1883 i Covington, Kentucky, var en amerikansk entomolog som var specialiserad på fjärilar, särskilt Tineina. Tillsammans med James Brackenridge Clemens var han en pionjär inom studierna av dessa insekter och beskrev flera nya arter. 
Auktorsnamnet Chambers kan användas för Vactor Tousey Chambers i samband med ett vetenskapligt namn inom zoologin; se Wikipedia-artiklar som länkar till auktorsnamnet.